# IIHF Women’s Challenge Cup of Asia 2017
Der IIHF Women’s Challenge Cup of Asia 2017 war die siebte Austragung des durch die Internationale Eishockey-Föderation IIHF durchgeführten Wettbewerbs. Das Turnier wurde vom 7. bis 15. März 2017 in der thailändischen Hauptstadt Bangkok ausgetragen. Gespielt wurde in der The Rink Ice Arena des Einkaufskomplexes CentralPlaza Grand Rama IX.
Wie bereits in den beiden Jahren zuvor verzichteten die stärksten asiatischen Nationen auf eine Teilnahme, sodass lediglich Mannschaften der einstigen Division I am Wettbewerb teilnahmen. Dies allerdings mit einer Rekordzahl von sieben Nationen. Erstmals seit ihrer Einführung firmierte die Gruppe nicht mehr unter dem Namen Division I.
Den Titel sicherte sich erstmals die Auswahl Neuseelands, die jedoch mit einer U18-Auswahl gegen die restlichen Frauenteams antrat. Den Grundstein für den Turniersieg legten die Neuseeländerinnen bereits in der Anfangsphase des Turniers, als sie am ersten Spieltag den späteren Dritten aus Singapur mit 6:2 und am dritten Turniertag das gastgebende Team aus Thailand, das später Zweiter wurde, knapp mit 4:3 bezwangen.

## Teilnehmer
Von den fünf Teilnehmern des Vorjahres verzichtete lediglich der Titelverteidiger Republik China (Taiwan) auf eine erneute Teilnahme.
Dafür nahmen die Vereinigten Arabischen Emirate erstmals seit dem Jahr 2014 wieder teil. Zu ihren ersten Auftritten im Rahmen des Wettbewerbs kamen Neuseeland, das mit seiner U18-Auswahl erstmals bei einem internationalen Turnier antrat, und die Philippinen.

## Modus
Die sieben teilnehmenden Mannschaften spielten eine Einfachrunde im Modus Jeder-gegen-Jeden.

## Austragungsort
| \| Bangkok \|                  |
| Austragungsort des Wettbewerbs |
| Bangkok                        |

| Bangkok |

## Turnierverlauf
| 7. März 2017 13:00 Uhr (Ortszeit) | Neuseeland U18 | 6:2 (2:0, 2:1, 2:1) Spielbericht | Singapur | The Rink Ice Arena, Bangkok Zuschauer: 73 |

| 7. März 2017 16:30 Uhr | Vereinigte Arabische Emirate | 4:5 n. V. (2:1, 1:1, 1:2, 0:1) Spielbericht | Malaysia | The Rink Ice Arena, Bangkok Zuschauer: 89 |

| 7. März 2017 19:00 Uhr | Thailand | 21:1 (4:0, 8:0, 9:1) Spielbericht | Philippinen | The Rink Ice Arena, Bangkok Zuschauer: 348 |

| 8. März 2017 13:00 Uhr | Indien | 4:6 (1:2, 1:2, 2:2) Spielbericht | Vereinigte Arabische Emirate | The Rink Ice Arena, Bangkok Zuschauer: 86 |

| 8. März 2017 16:30 Uhr | Singapur | 6:2 (4:0, 1:1, 1:1) Spielbericht | Philippinen | The Rink Ice Arena, Bangkok Zuschauer: 67 |

| 8. März 2017 20:00 Uhr | Malaysia | 2:13 (1:4, 0:5, 1:4) Spielbericht | Neuseeland U18 | The Rink Ice Arena, Bangkok Zuschauer: 112 |

| 9. März 2017 13:00 Uhr | Indien | 4:3 (0:0, 1:0, 3:3) Spielbericht | Philippinen | The Rink Ice Arena, Bangkok Zuschauer: 62 |

| 9. März 2017 16:30 Uhr | Singapur | 16:2 (4:1, 6:0, 6:1) Spielbericht | Vereinigte Arabische Emirate | The Rink Ice Arena, Bangkok Zuschauer: 81 |

| 9. März 2017 20:00 Uhr | Thailand | 3:4 (1:0, 1:2, 1:2) Spielbericht | Neuseeland U18 | The Rink Ice Arena, Bangkok Zuschauer: 237 |

| 11. März 2017 13:00 Uhr | Philippinen | 3:1 (2:1, 0:0, 1:0) Spielbericht | Malaysia | The Rink Ice Arena, Bangkok Zuschauer: 92 |

| 11. März 2017 16:30 Uhr | Neuseeland U18 | 10:1 (3:0, 6:0, 1:1) Spielbericht | Indien | The Rink Ice Arena, Bangkok Zuschauer: 92 |

| 11. März 2017 20:00 Uhr | Vereinigte Arabische Emirate | 1:17 (0:6, 0:4, 1:7) Spielbericht | Thailand | The Rink Ice Arena, Bangkok Zuschauer: 295 |

| 12. März 2017 13:00 Uhr | Neuseeland U18 | 8:0 (3:0, 1:0, 4:0) Spielbericht | Philippinen | The Rink Ice Arena, Bangkok Zuschauer: 87 |

| 12. März 2017 16:30 Uhr | Singapur | 4:1 (3:0, 0:0, 1:1) Spielbericht | Malaysia | The Rink Ice Arena, Bangkok Zuschauer: 95 |

| 12. März 2017 20:00 Uhr | Thailand | 20:1 (5:0, 10:0, 5:1) Spielbericht | Indien | The Rink Ice Arena, Bangkok Zuschauer: 184 |

| 14. März 2017 13:00 Uhr | Philippinen | 3:2 (2:1, 1:1, 0:0) Spielbericht | Vereinigte Arabische Emirate | The Rink Ice Arena, Bangkok Zuschauer: 75 |

| 14. März 2017 16:30 Uhr | Indien | 1:9 (1:3, 0:4, 0:2) Spielbericht | Singapur | The Rink Ice Arena, Bangkok Zuschauer: 73 |

| 14. März 2017 20:00 Uhr | Malaysia | 1:16 (0:3, 0:6, 1:7) Spielbericht | Thailand | The Rink Ice Arena, Bangkok Zuschauer: 253 |

| 15. März 2017 13:00 Uhr | Vereinigte Arabische Emirate | 1:16 (0:5, 1:6, 0:5) Spielbericht | Neuseeland U18 | The Rink Ice Arena, Bangkok Zuschauer: 72 |

| 15. März 2017 16:30 Uhr | Malaysia | 4:5 (2:3, 1:1, 1:1) Spielbericht | Indien | The Rink Ice Arena, Bangkok Zuschauer: 88 |

| 15. März 2017 20:00 Uhr | Thailand | 6:1 (2:0, 1:0, 3:1) Spielbericht | Singapur | The Rink Ice Arena, Bangkok Zuschauer: 263 |

| Pl. |                              | Sp | S | OTS | OTN | N | Tore  | Punkte |
| 1.  | Neuseeland U18               | 6  | 6 | 0   | 0   | 0 | 57:09 | 18     |
| 2.  | Thailand                     | 6  | 5 | 0   | 0   | 1 | 83:09 | 15     |
| 3.  | Singapur                     | 6  | 4 | 0   | 0   | 2 | 38:18 | 12     |
| 4.  | Indien                       | 6  | 2 | 0   | 0   | 4 | 16:52 | 6      |
| 5.  | Philippinen                  | 6  | 2 | 0   | 0   | 4 | 12:42 | 6      |
| 6.  | Vereinigte Arabische Emirate | 6  | 1 | 0   | 1   | 4 | 16:61 | 4      |
| 7.  | Malaysia                     | 6  | 0 | 1   | 0   | 5 | 14:45 | 2      |

Abkürzungen: Pl. = Platz, Sp = Spiele, S = Siege, OTS = Siege nach Verlängerung (Overtime) oder Penaltyschießen, OTN = Niederlagen nach Verlängerung oder Penaltyschießen, N = Niederlagen